# Pilum
Pilum je bilo kopje rimske vojske, s katerim so bili sprva oboroženi hastati in princepsi, po marijevih reformah pa vsi rimski legionarji.
Za razliko od drugih sodobnih kopji, ki so bili po navadi sestavljeni le iz kopjišča in nasejene osti, je bil pilum sestavljen iz več delov.
Osnovna dela sta bila železna ost, dolga 1 m in leseno kopjišče, dolgo tudi 1 m. Že dolžina same osti (polovica celotne dolžine) je bila izredna glede na druga kopja, toda posebnost je bila povezava teh dveh delov. Sama ost je bila oblikovana tako, da je bila na eni strani puščično oblikovana konica, na drugi strani osti pa je bilo na koncu manjša železna ploščica s tremi luknjami. Celotna ost je bila vlita v enem kosu. Kopjišče je bila oblikovana klasično, toda na stičišču osti in kopjišča je bil posebno okrepljen del. Tako se je ostna ploščica vložila v ta okrepljen del, ki se je tesno prilegal osti. Skozi okrepljen del in ploščico so se tako ustvarili trije manjši tuneli, v katero so vstavili zagozde, ki so utrdile kopjišče in ost v trdo celoto.
Še ena zanimivost pa so bile te zagozde. Da bi preprečili, da bo sovražnikovi uporabili odvržene pilume proti legionarjev, so bile zagozde iz lesa. Tako so se zagozde razbile ob močnejšem udarcu (ob telo, tla) in tako je odvrženi pilum postal neuporaben. Po bitki so sužnji in veliti zbirali uporabne ostanke (predvsem osi), s katerimi so nato sestavili nove pilume.
Klasični pilum je tako tehtal 120 dekagramov in bil uporabljen do 30 m. V primeru, če je bil pilum odvržen s pomočjo amentuma, se je dosegel podvojil (60 m).